# Campiglossa scedelloides
Campiglossa scedelloides är en tvåvingeart som beskrevs av Valery Korneyev 1990. Campiglossa scedelloides ingår i släktet Campiglossa och familjen borrflugor. Inga underarter finns listade.